# Jean-Étienne Liotard

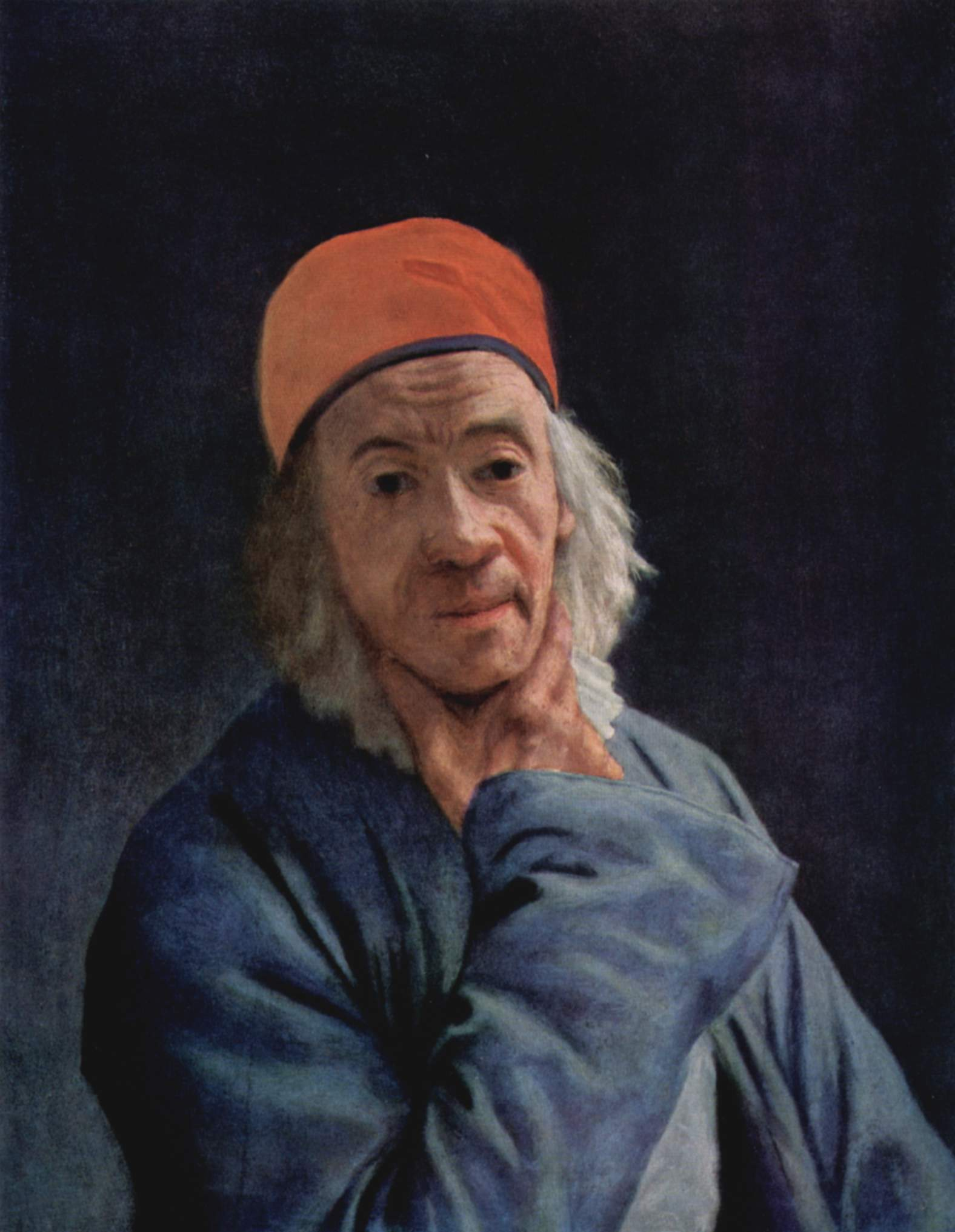
Selbstporträt, Pastell, 1773

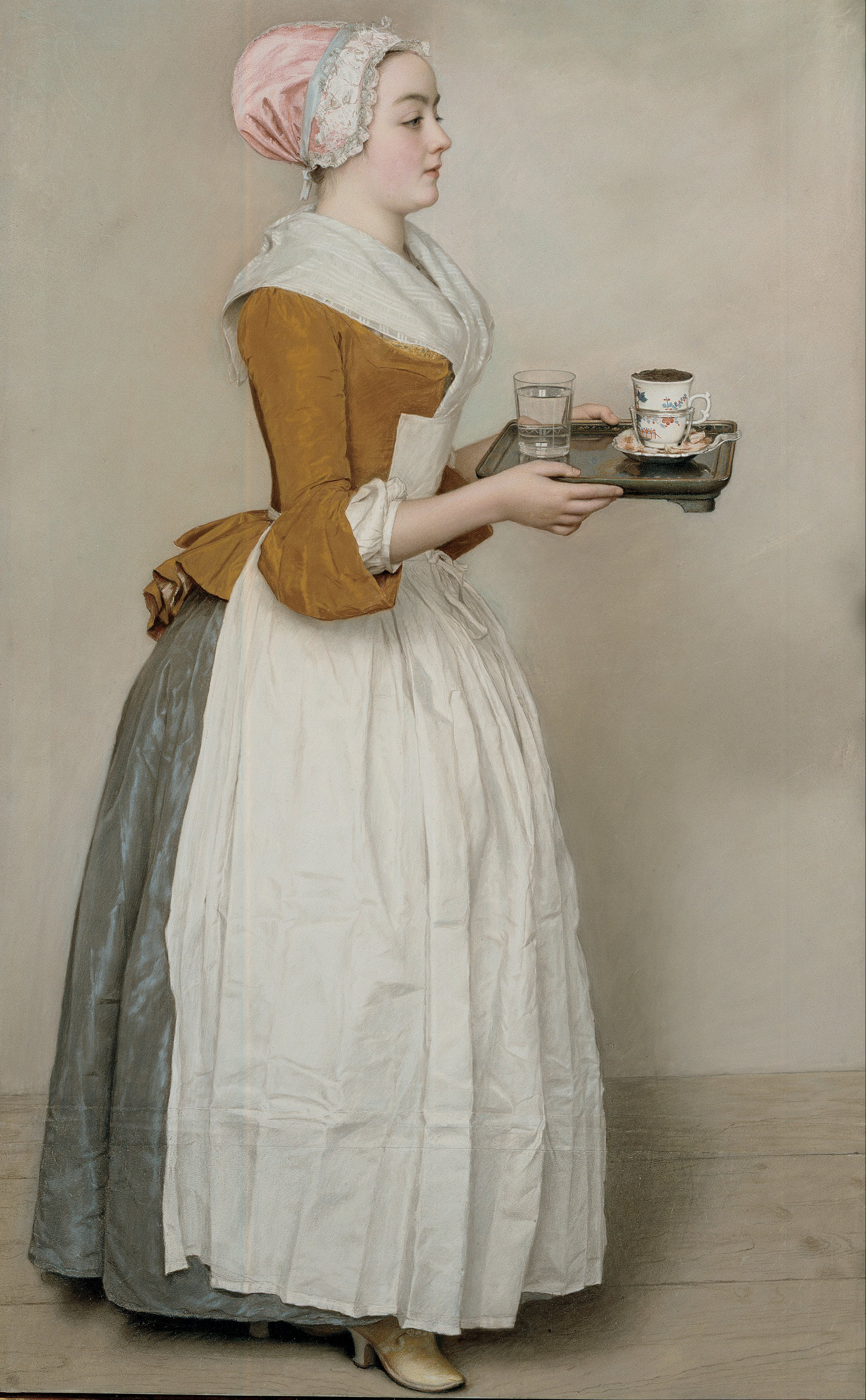
Das Schokoladenmädchen, Pastell, 1743/1745

Jean-Étienne Liotard (* 22. Dezember 1702 in Genf; † 12. Juni 1789 ebenda) war ein Genfer Pastell- und Emailmaler.

## Leben und Werk
Jean-Étienne Liotards Eltern waren nach dem Edikt von Fontainebleau von 1685 wie rund 50.000 andere Hugenotten aus Frankreich geflohen bzw. vertrieben worden. Liotard wurde zunächst in Genf bei Daniel Gardelle ausgebildet und war von 1723 bis 1736 Schüler des Historien- und Miniaturmalers Jean-Baptiste Massé (1687–1767) in Paris. Er konzentrierte sich vor allem auf Porträts, wobei er sich insbesondere mit Pastell- und Miniaturbildnissen beschäftigte. Nach der Ausbildung begann er ab 1736 eine mehrjährige Reise durch Italien, Griechenland und bis nach Konstantinopel, wo er seit 1738 fünf Jahre lang, gekleidet als Türke, lebte und zeichnete.
Im Jahr 1743 kam Liotard nach Wien; dort entstand eines seiner bekanntesten Werke, Das Schokoladenmädchen, das sich heute in der Gemäldegalerie Alte Meister in Dresden befindet. 1745 hielt er sich in Venedig auf, später in Wien. Von 1745 bis 1746 war er in Darmstadt tätig. Zwischen 1748 und 1753 war Liotard, unterdessen von zahlreichen Aufträgen überhäuft, in Paris tätig. 1753 ging er nach London, wo er zum Beispiel ein Porträt in Pastell des Prince of Wales, später George III., anfertigte, das sich heute in der Royal Collection befindet. Anschliessend ging er nach Holland und heiratete in Amsterdam die Tochter eines französischen Kaufmanns. Das Porträt des François Tronchin mit seinem Rembrandt-Gemälde „Junge Frau im Bett“ entstand 1757. Im Jahr 1758 liess er sich, nach einem erneuten Aufenthalt in Paris, endgültig in Genf nieder, wo er noch etwa 30 Jahre tätig war und von wo aus er gelegentliche Reisen nach Wien (1762), Paris (1770), London (1773), Wien (1778) unternahm. Liotard starb im Juni 1789 in Genf. Sein Zwillingsbruder war der Graphiker Jean-Michel Liotard (1702–1796). 

## Werke

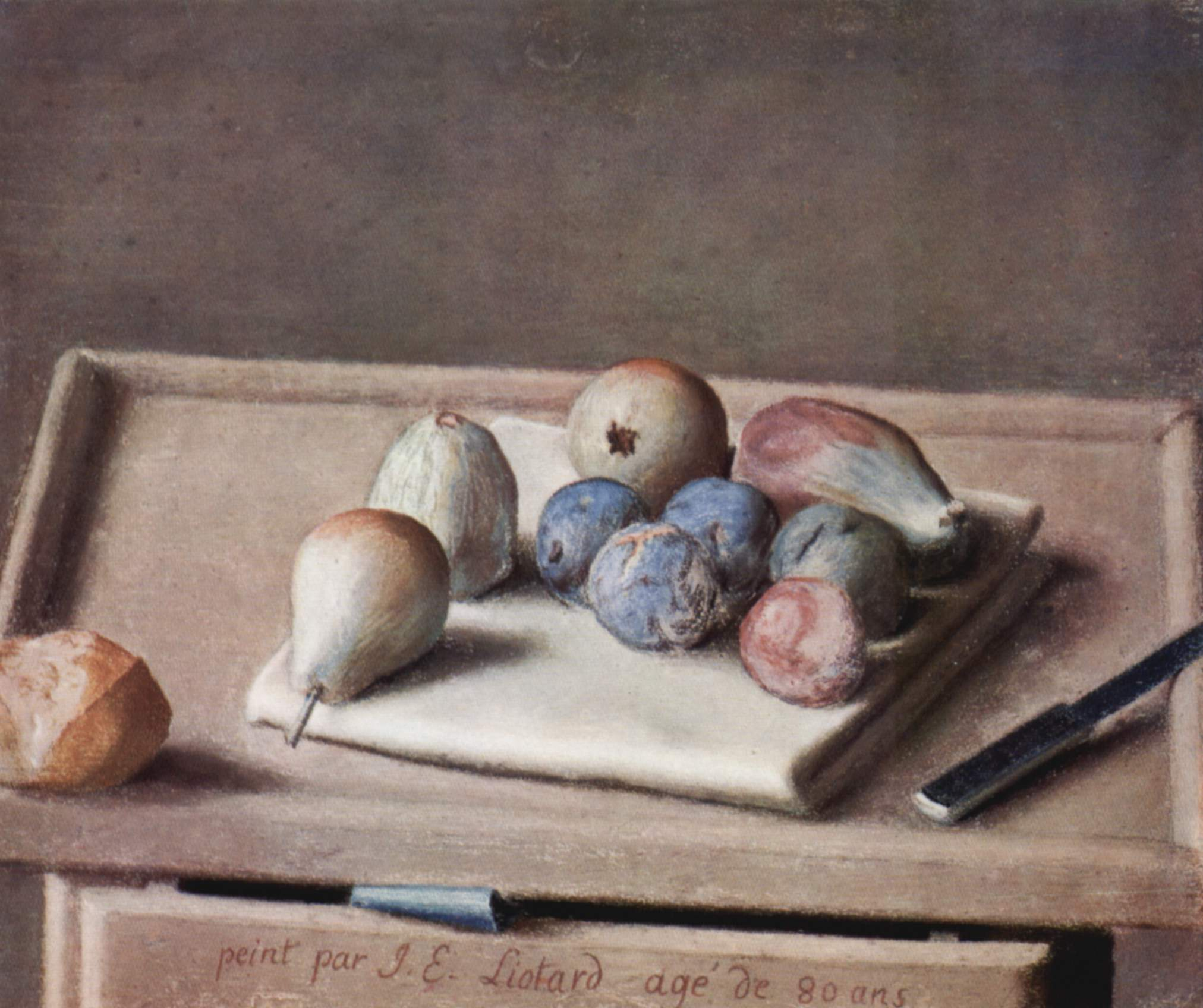
Stillleben, Pastell, 1782

In seinem Spätwerk wandte sich Liotard, der den Maler Jean Siméon Chardin bewunderte, auch dem Stillleben zu, wobei er mit radikal vereinfachten Pastell-Kompositionen der Gegenstände experimentierte. Dem Eindruck von Primitivität beim Publikum wirkte er dadurch entgegen, dass er in diesen Werken seine Signatur und sein Alter unübersehbar vermerkte.
Die Pastelle von Jean-Étienne Liotard wurden am Wiener und am französischen Hof besonders geschätzt; Liotard gilt zudem als einer der bevorzugten Miniaturmaler seiner Zeit. Thematisch ist sein Werk teilweise dem Orientalismus zuzuschreiben. Bedeutende Kollektionen von Pastellen Liotards finden sich in der Dresdner Galerie Alter Meister, im Musée d’art et d’histoire (Genf), im Rijksmuseum Amsterdam, im Schlossmuseum Weimar.

## Literatur

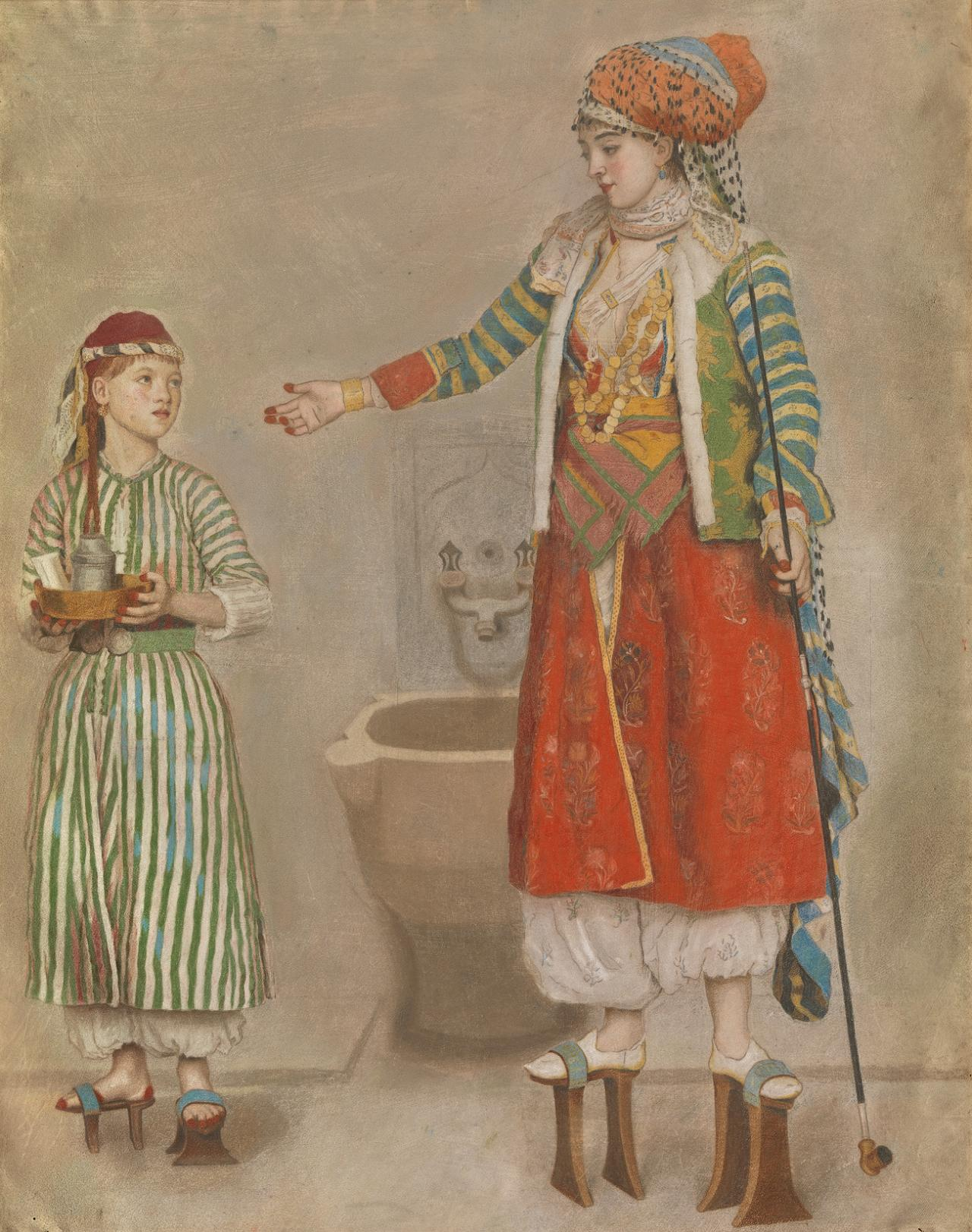
Türkische Dame mit Dienerin